# Iperbilirubinemia
L'iperbilirubinemia è un aumento eccessivo e non controllato della bilirubina. La bilirubina è il maggior prodotto del catabolismo dell'emoglobina.

## Eziologia
L'iperbilirubinemia può manifestarsi per vari motivi, tutte ricollegabili a un'aumentata produzione improvvisa della bilirubina o a una ridotta ricaptazione, coniugazione o escrezione della stessa. Si tratta di una complicazione comune in soggetti dopo il trapianto di fegato.

### Cause di iperbilirubinemia isolata[2]

#### Iperbilirubinemia non coniugata
MALATTIE EMOLITICHE
Ereditarie:
- Sferocitosi
- Ellissocitosi
- Carenza di glucosio-6-fosfato-deidrogenasi
- Anemia falciforme

Acquisite:
- Anemia emolitica microangiopatica
- Emoglobinuria parossistica notturna
- Anemia da acantociti
- Emolisi immunologica

ERITROPOIESI INEFFICACE
- Deficit di vitamina B12, folati e ferro.

FARMACI
- Rifampicina e ribavirina

CONDIZIONI EREDITARIE
- Sindrome di Crigler-Najjar (tipo I e II)
- Sindrome di Gilbert

#### Iperbilirubinemia coniugata
CONDIZIONI EREDITARIE
- Sindrome di Rotor
- Sindrome di Dubin-Johnson

## Diagnosi correlate
L'iperbilirubinemia può essere diretta o indiretta, a seconda che l'innalzamento di concentrazione ematica della bilirubina sia relativo al totale o alla frazione coniugata all'acido glucuronico.
Dall'iperbilirubinemia diretta si possono diagnosticare alterazioni congenite come:
- Sindrome di Dubin-Johnson
- Sindrome di Rotor

Dall'iperbilirubinemia indiretta, in cui si sospetta la causa possa essere una deficienza congenita dell'enzima UDP-glucoronil transferasi  si possono diagnosticare varie malattie oppure alcune sindromi:
- Sindrome di Gilbert
- Sindrome di Crigler-Najjar

## Terapie
Come farmaci nella forma indiretta vengono utilizzati rifampicina e probenecid.